# Jaguar Cars
Jaguar Cars, é a empresa inglesa de automóveis de luxo pertencente a Jaguar Land Rover, uma fabricante de automóveis multinacional com sede em Coventry, Inglaterra, subsidiária da empresa indiana Tata Motors desde 2008. Foi fundada com o nome de SS Cars em 1922, adotando o atual nome em 1945.
Por aliar desempenho e luxo em seus produtos, tem como concorrentes diretos a BMW, Mercedes-Benz, Porsche, Cadillac, Infiniti, entre outros.

## História
Fundada em 1922 como Swallow Sidecar Company, por dois amantes de motocicletas, William Lyons e William Walmsley. O nome Jaguar apareceu a primeira vez no modelo SS Jaguar 2,5 Litros de quatro portas, dias antes do Salão do Automóvel de Londres de 1935. O nome SS Cars estava em todos os modelos da marca, mas foram rebatizados para Jaguar Cars depois da Segunda Guerra Mundial, pela conotação desfavorável da sigla SS.
Depois de diversas fusões e separações com outros fabricantes, em 1989 a Jaguar foi comprada pela Ford, que devido ao prejuízo em seus investimentos, acabou por vende-la em março de 2008 para o grupo indiano da Tata Motors, juntamente com a Land Rover, formando assim a Jaguar Land Rover.
Instalada originalmente em Blackpool, transferiu-se para Coventry em 1928, para ser o coração do British motor industry, região onde se concentraram diversas empresas do setor automobilístico inglês. Hoje seus carros são montados em Birmingham e Liverpool. A antiga fábrica de Coventry parou de produzir em 2005.
A Jaguar possui também a construtora de automóveis Daimler Motor Company (não confundir com o grupo Daimler-Benz) em 1960. Desde então, os modelos mais luxuosos da Jaguar passaram a receber Daimler nos seus nomes.

## Modelos atuais

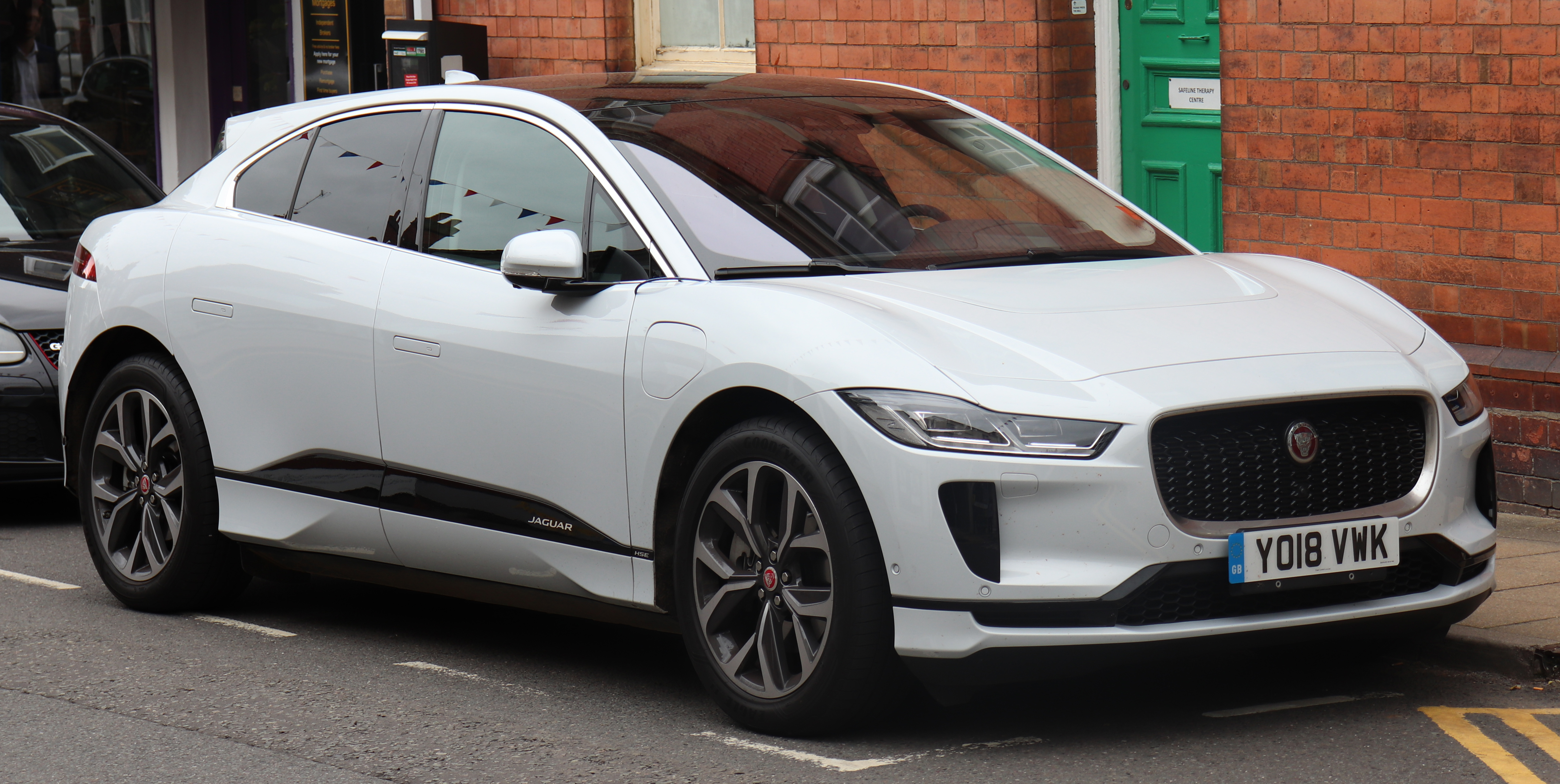
Jaguar I-Pace, o primeiro carro elétrico da marca

- E-Pace (2017–presente)
- F-Pace (2016–presente)
- I-Pace (2018–presente)
- F-Type (2013–presente)
- XE (2009–presente)
- XF/XFR (2008–presente)

## Modelos notáveis

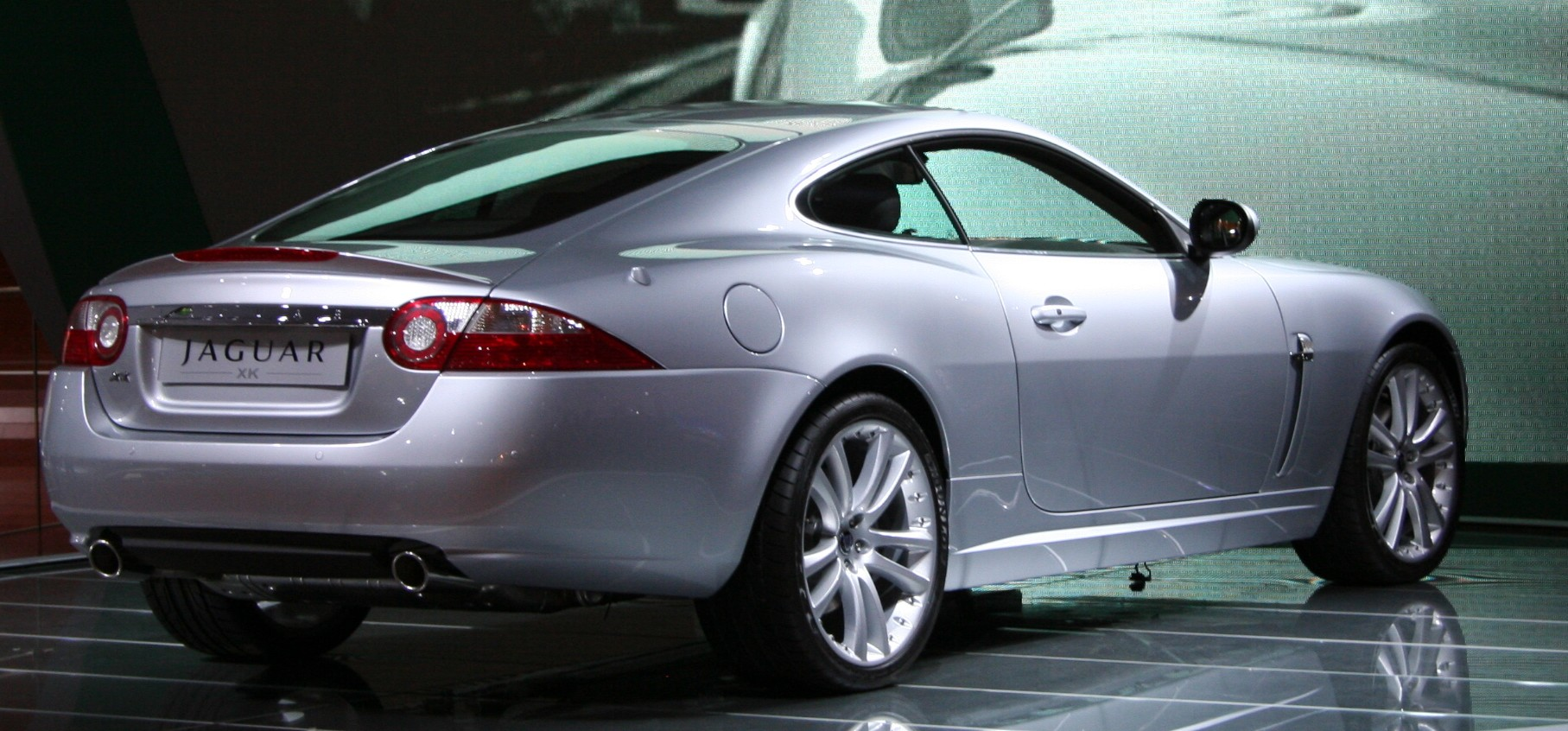
Jaguar XK 2005

Modelos esportivos
- XK120 (1948–1954)
- XK140 (1954–1957)
- XK150 (1957–1960)
- Jaguar E-Type (1961–1975)
- XJ-S/XJS (1975–1996)
- XK8 (1996–2005)
- XK (X150) (2006–2014)
- XJ220 (1988–1993)

Carrocerias longas
- 2.5 Litre (1935–1948)
- 3.5 Litre (1937–1948)
- Mark IV  (1945–1948)
- Mark V  (1949–1951)
- Mark VII(M) (1950–1957)
- Mark VIII (1957–1959)
- Mark IX (1958–1961)
- Mark X/420G (1961–1970)
- XJ6 (1968–1997)
- XJ12 (1972–1997)
- XJ8 (1998–2003)
- S-Type (1999–2007)
- X-Type (2001–2009)

Carrocerias curtas
- 1.5 Litre (1935–1949)
- Mark 1 (1955–1959)
- Mark 2 (1959–1966)
- S-type (1963–1968)
- 240/340 (1967–1969)
- 420 (1966–1970)

## Galeria de fotos

### Modelos históricos

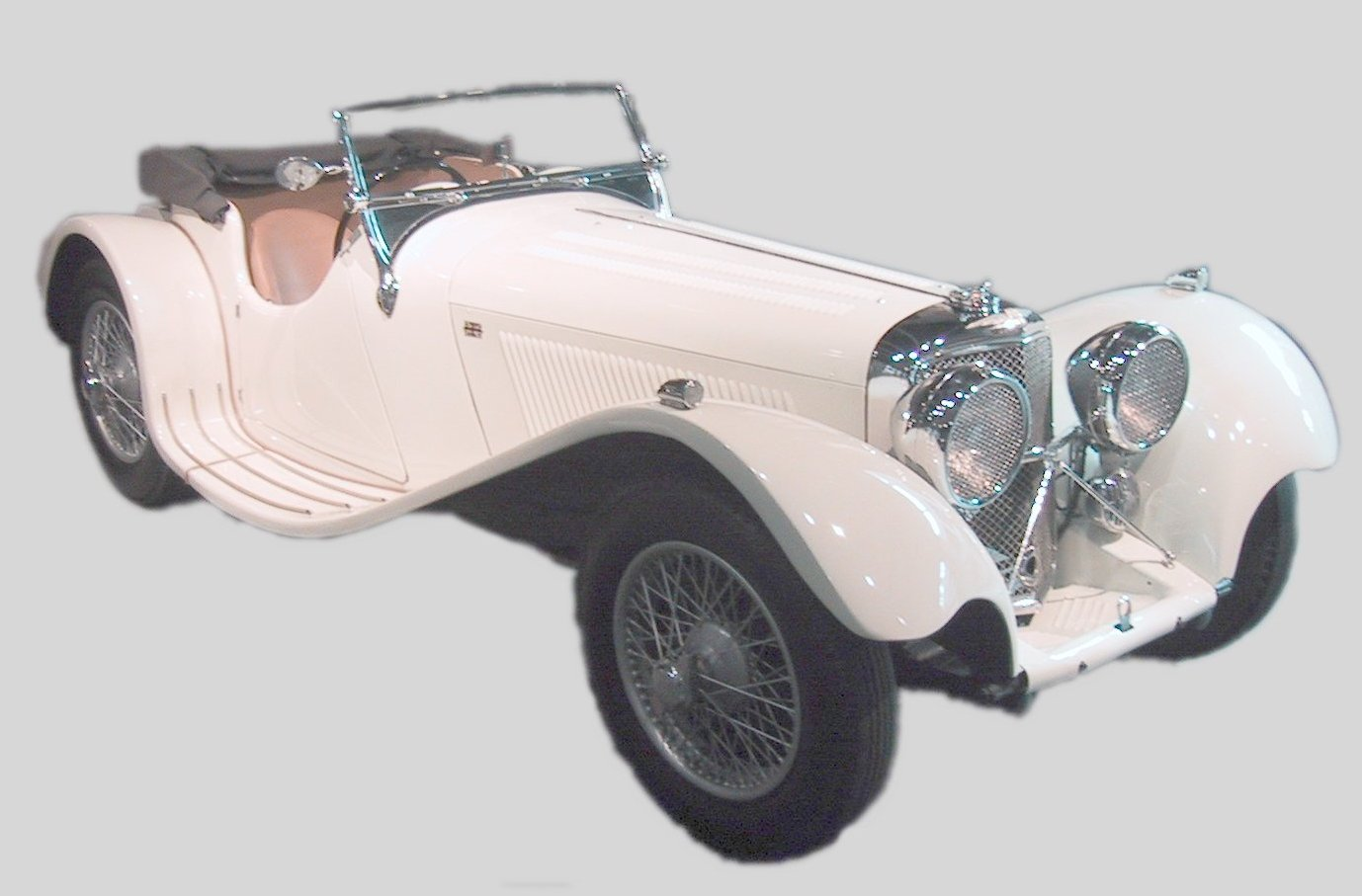
Jaguar SS 100 - 1937
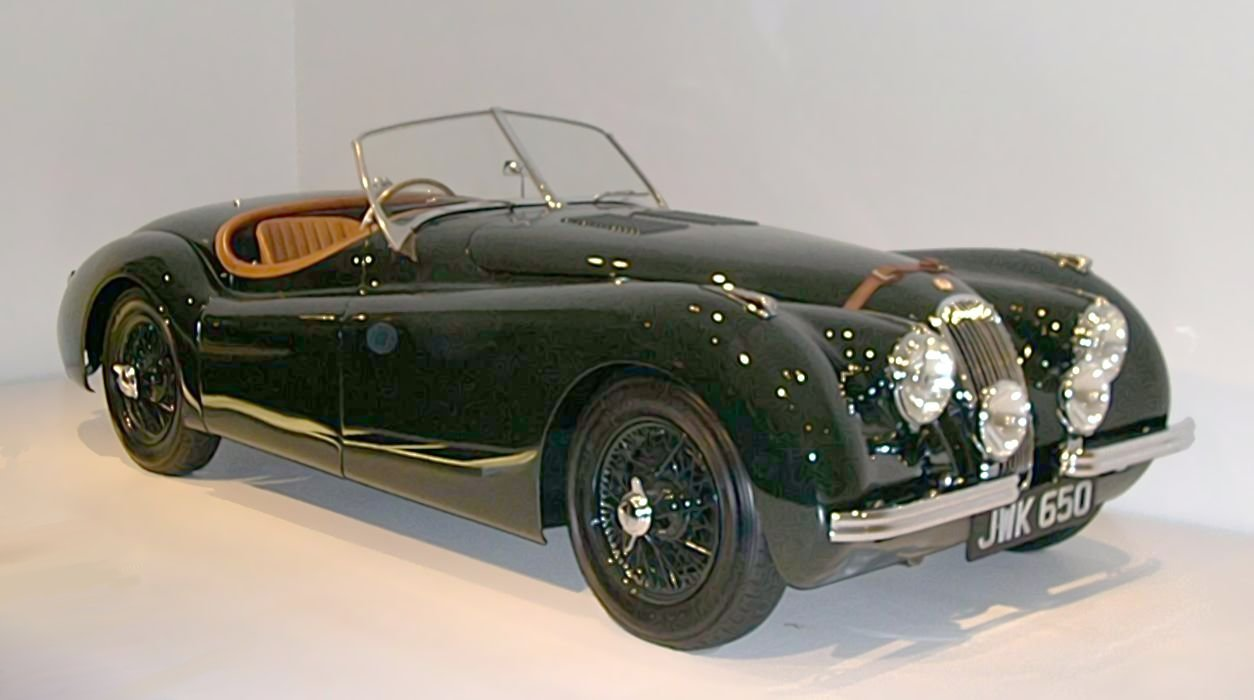
Jaguar XK120 - 1950
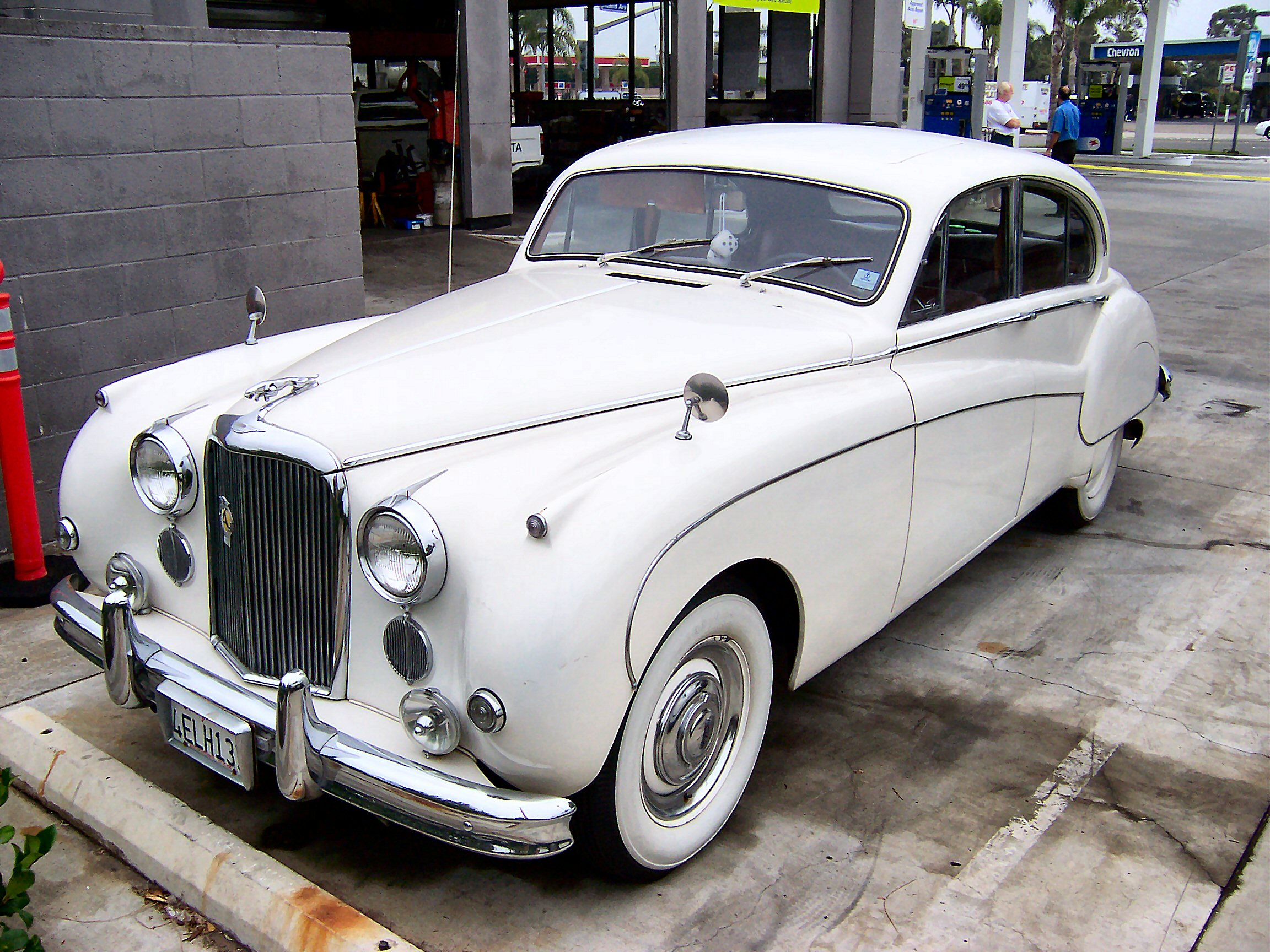
Jaguar Mark IX - 1960
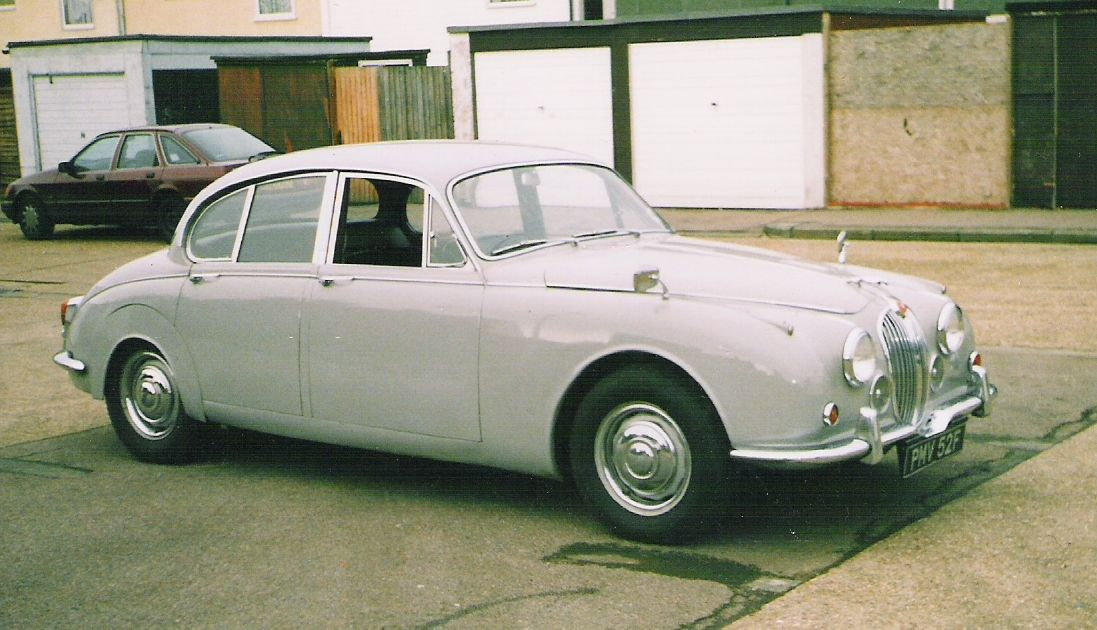
Jaguar S-Type - 1968

### Modelos atuais

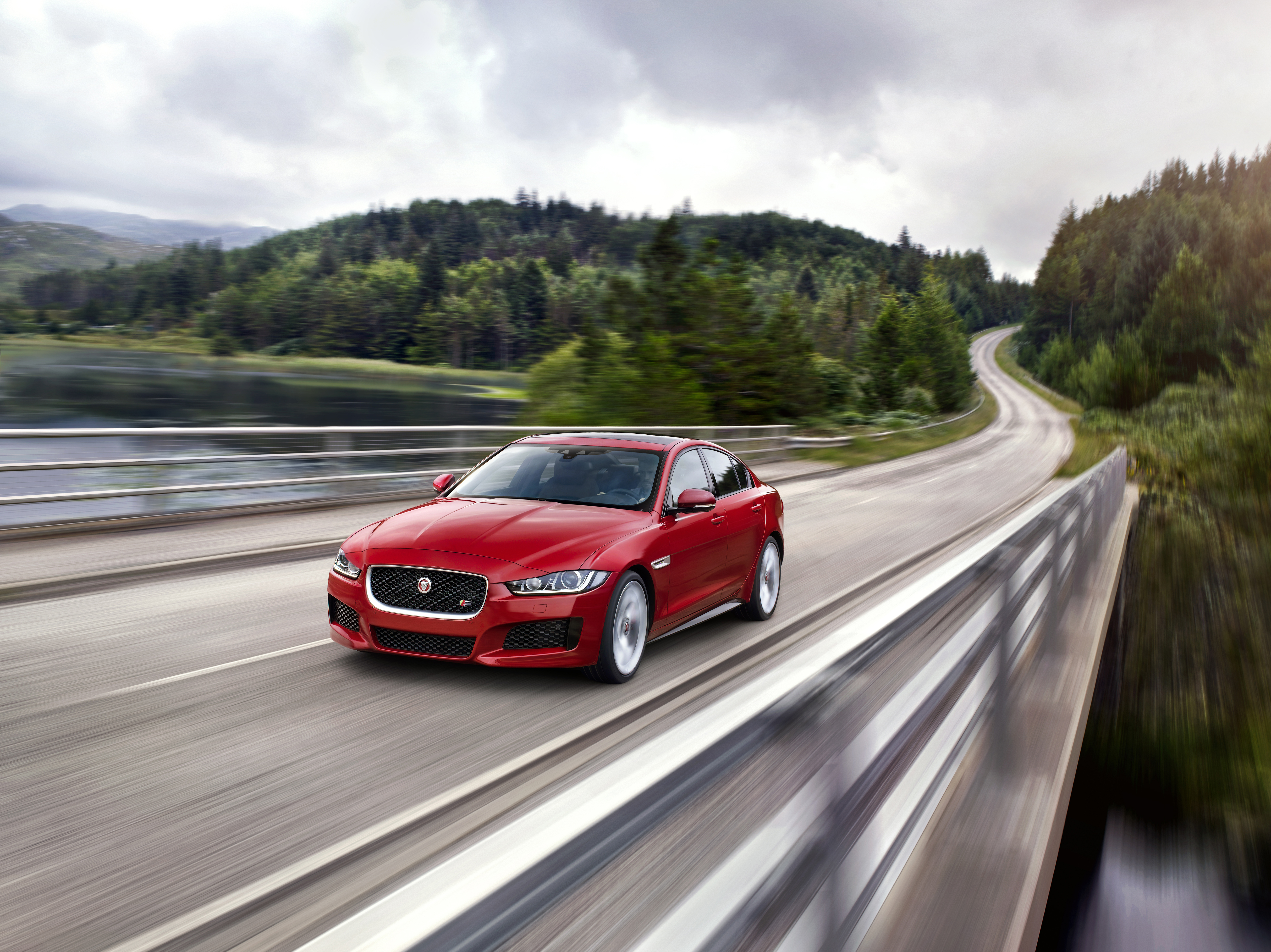
Jaguar XE - 2015
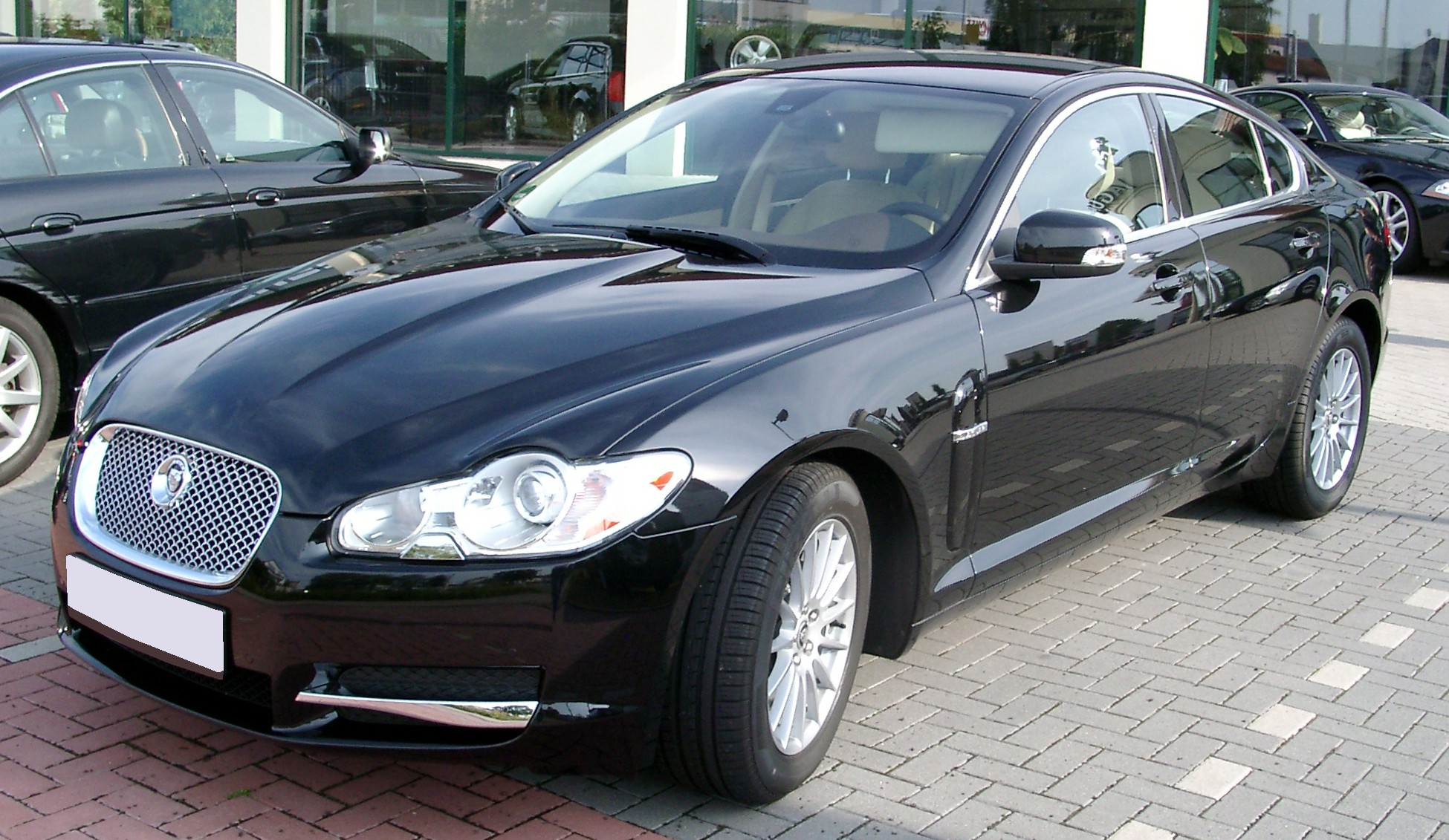
Jaguar XF - 2008
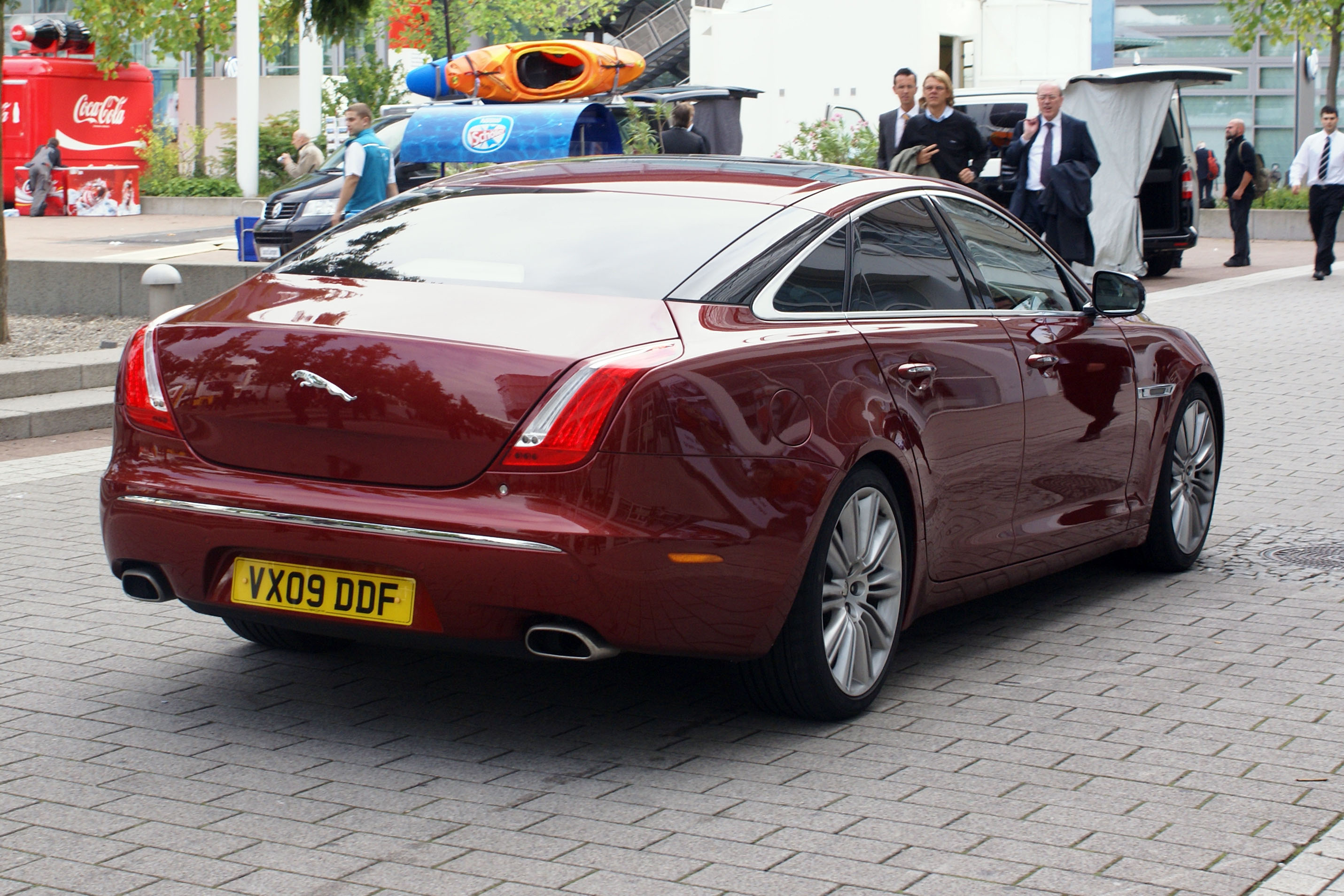
Jaguar XJ - 2009
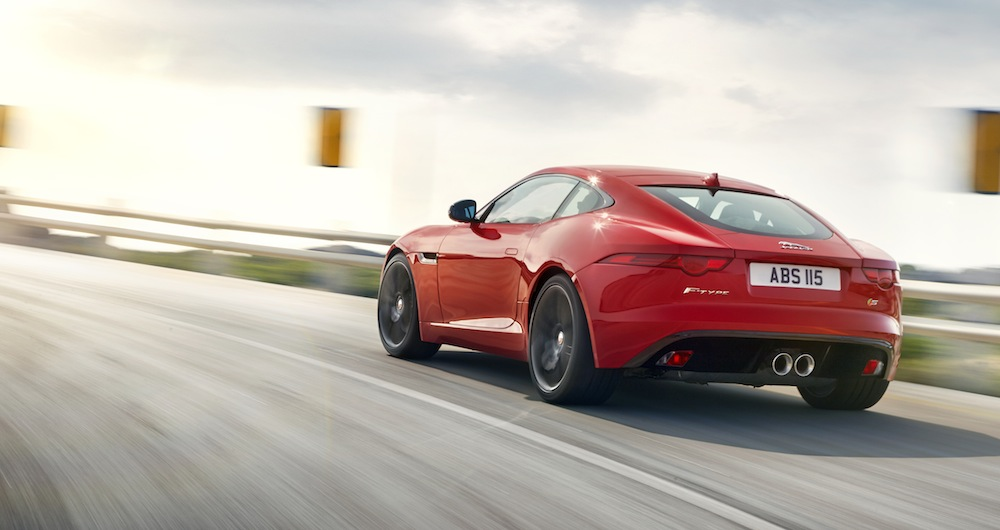
Jaguar F-Type - 2013

### Modelos esportivo

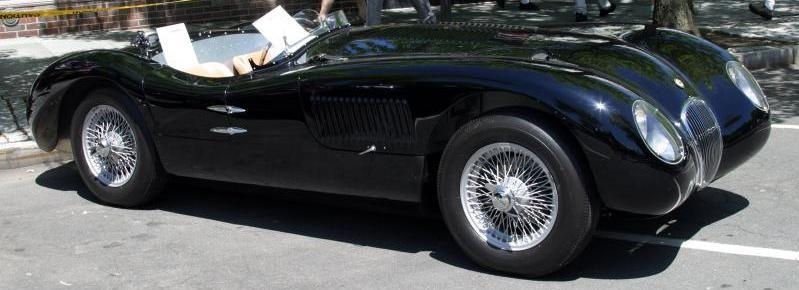
Jaguar C-Type - 1951
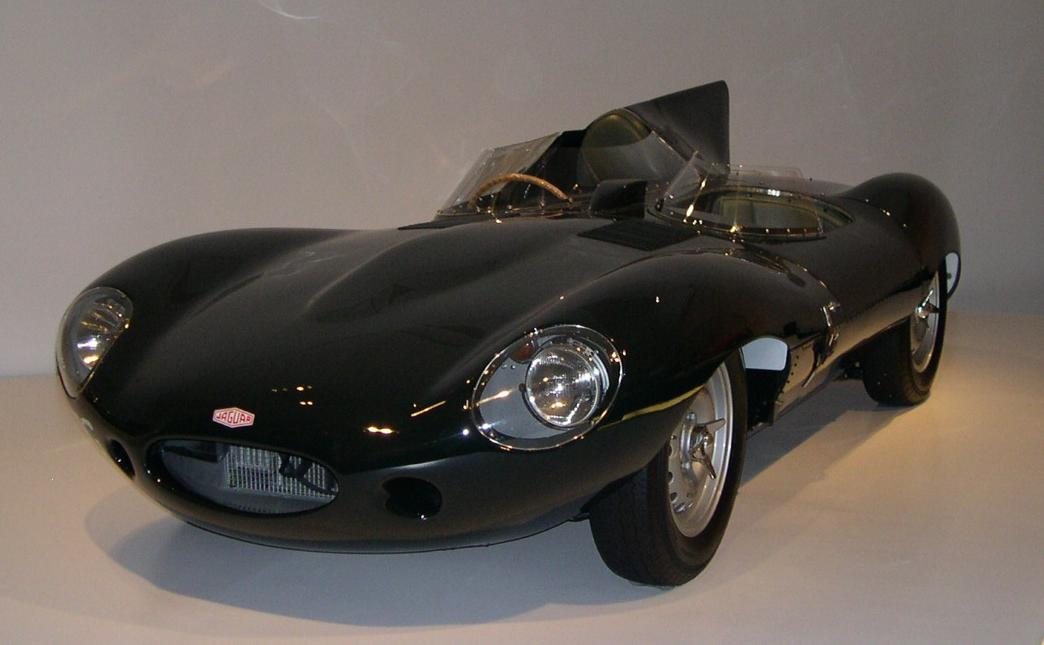
Jaguar XKD 34 - 1955
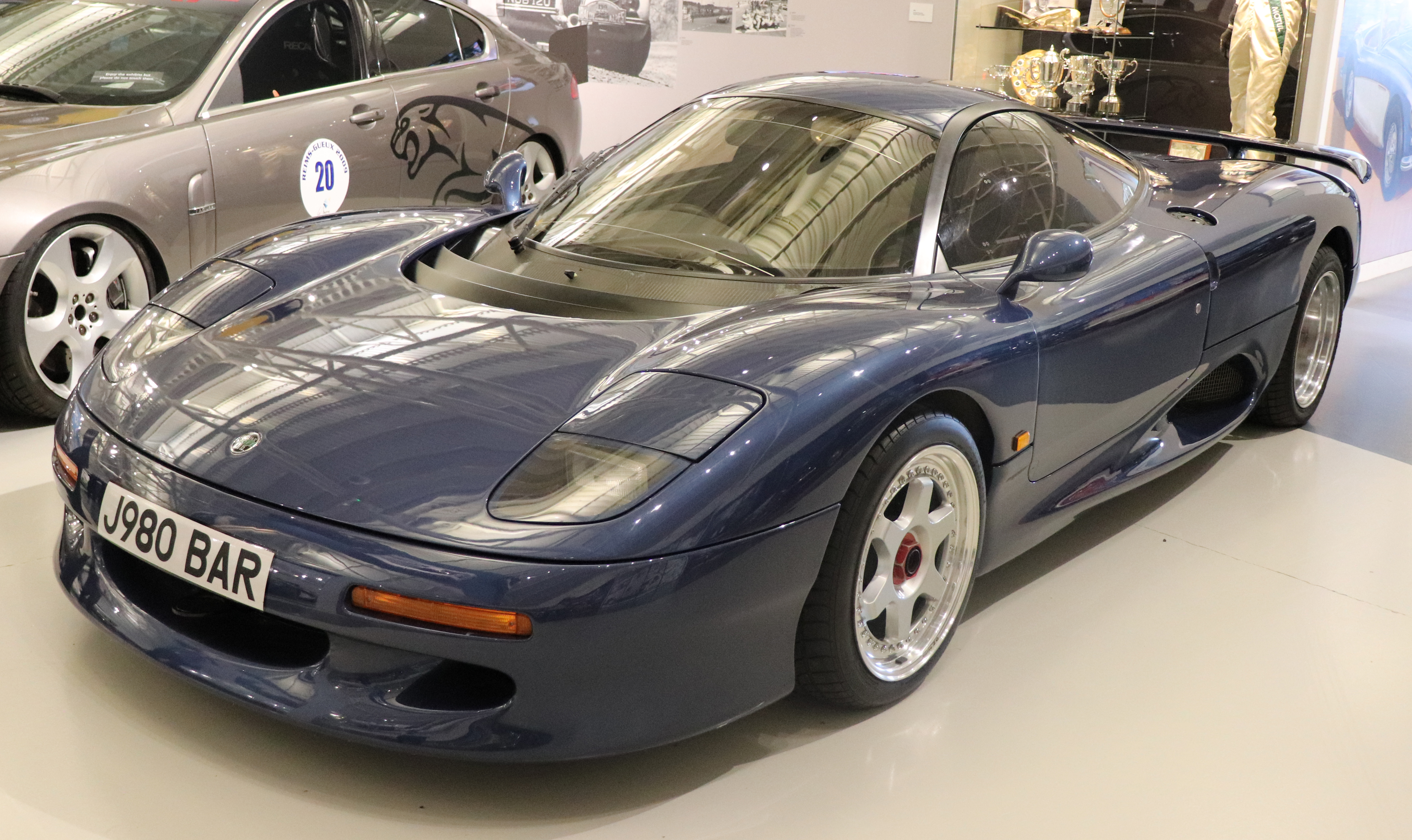
Jaguar XJR-15 - 1991
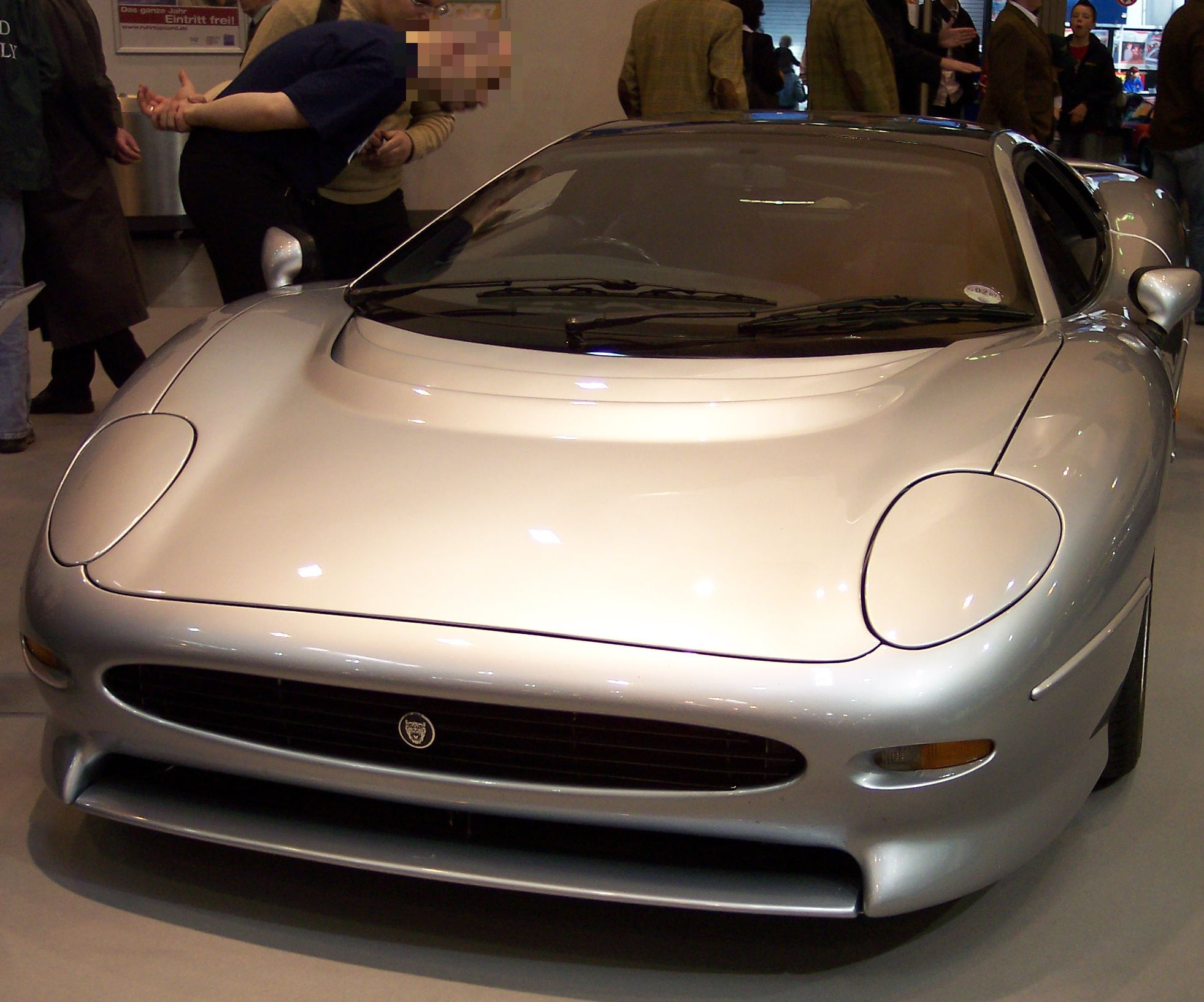
Jaguar XJ220 - 1993